# Пшенична бира
Пшеничната бира (на немски: Weissbier, Weizen; на нидерландски: Witbier, Tarwebier; на френски: Bière blanche; на английски: Wheat beer) известна и като Бяла бира е ферментирала бира, тип ейл със съдържание на алкохол от 5 до 9 об.

## Характеристика
Пшеничната бира е получила името си не защото се прави изцяло с пшеница. Пшеницата присъства в състава на пивната мъст и например в германските вайцен бири съставява преобладаващата и част – обикновено повече от 50%. В пшеничната бира се влагат и други съставки: ечемичен малц, хмел и други ароматни добавки, а при някои видове като ламбик – и вкусови добавки. Пшеничната бира с някои редки изключения, е от типа ейл – т.е. бира с висока (горна) ферментация.
Пшеничната бира се отличава с богат и интензивен плодов вкус и аромат. Тя е по правило мътно (нефилтрирано) и светло пиво. Но се правят и филтрирана пшенична бира (Кристалвайцен, нем. Kristallweizen) и тъмна пшенична бира (Дункелвайцен, нем. Dunkelweizen). От прясната (жива) бира се отличава по това че е пастьоризирана.
Пшеничната бира е мътна поради наличието на механични примеси. Те са от фини невидими частици до видими части от ечемичени или житни зърна (от малца) и парченца листа от хмел.

## Видове пшенична бира
Съществуват четири основни разновидности пшенична бира:
- Вайс бира: германска пшенична (бяла) бира, известна в като Вайцен (Weizen), както се нарича в Северна Германия и Баден-Вюртемберг или Вайсбир (Weissbier) в Бавария;
- Уит бира: белгийска пшенична (бяла) бира, известна като Уитбиер (witbier) или Тарвебиер (Tarwebier);
- Гроджиш: полска пшенична бира
- Кисел ейл: кисела (sour) пшенична бира, типични представители на която са белгийския ламбик и германските Берлинер Вайс и Лайпцигер Гозе.

Всяка от тези разновидности пшенична бира се отличава с характерни особености и традиции в производството, които ѝ придават собствен характерен вкус. Освен това названията германска или белгийска пшенична бира не означават, че тези бири се произвеждат изключително в Германия или Белгия. Тези наименования обозначават само определена традиционна рецептура и определен стил и могат да се произвеждат и в други страни по света.

## Пшенична бира в България
През април 2005 г. „Каменица“ АД пуска в продажба „Каменица Бяло“ – първата нефилтрирана пшенична бира на българския пазар.. След неособено успешното ѝ представяне бирата е спряна от продажба.
През 2007 г. великотърновската пивоварна „Болярка“ АД произвежда първата вайс бира в България –  „Болярка Вайс“. Вайс бирата е съвместна разработка между технолозите на Болярка и Института по пивото в Берлин. Тя е горноферментиращ тип пшенична бира, нефилтрирана – с видими парченца мая на дъното на бутилката, които обуславят мътния ѝ вид; по-газирана, сладка на вкус, с плодов аромат и кремообразна пяна, и бананов, карамфилов и ванилов аромат. 
През юни 2011 г. „Каменица“АД пуска на българския пазар „Каменица Пшенично“ – нефилтрирана горноферментирала пшенична бира в белгийски стил. Бирата е създадена по рецепта, разработена съвместно от български, белгийски и хърватски екип специалисти пивовари. Както при всички пшенични пива, характерна черта на „Каменица Пшенично“ е нейната естествена мътност, вследствие липсата на филтриране. Бирата съдържа известно количество живи дрожди, които повишават значително биологичните ѝ качества. Нефилтрирането я доближава до т.нар. „жива бира“, но се отличава от нея със значително по-голяма трайност.
Към януари 2021 г. и двете марки пшенична бира – „Болярка Вайс“ и „Каменица Пшенично“ – не са в производство.